# Mariage byzantin
Le mariage était une institution importante à Byzance. 
En ce qui concerne les gens qui vivaient hors du cadre établi par le mariage, il y a encore beaucoup de questionnement. Pour les femmes d'un milieu pauvre où leur père ou frère n'avait pas pu offrir de dote raisonnable aux prétendants, elles devenaient des femmes du milieu du spectacle ou des prostituées. Elles avaient aussi l'option d'entrer dans un couvent et de dédier leur vie à la religion. Il est clair que le mariage était définitivement la norme à Byzance.

## Les mariés
Bien évidemment, les mariages devaient avoir lieu entre personnes de même statut social. Le modèle byzantin du mariage était celui d'un mari et d'une épouse qui était une « équipe en or ». Le mariage était vu comme un état d'harmonie entre deux partenaires qui devaient absolument se respecter et s'aider l'un l'autre.

## Les lois
Dans le domaine des empêchements, il n'y eut que deux cas qui ont préoccupé l'Église et où celle-ci se devait d'appliquer des empêchements : le cas du mariage successif entre deux frères ou deux sœurs, surtout celui d'un homme avec la sœur de son épouse défunte, et celui du mariage d'un oncle avec sa nièce ou d'une tante avec son neveu. Ces empêchements qui étaient plutôt flous dans le cadre du droit romain sont entrés assez tôt dans le droit civil romain après une série de constitutions impériales introduites plus tard dans les codes théodosien et justinien.
L'âge légal pour une femme de se marier fut établi au VIIIe siècle dans les Ecloga. Celui-ci fut déterminé à 13 ans considérant le potentiel de fertilité et de maternité qu'offrait ce jeune âge. Le mariage se passait alors au début de l'adolescence.
À Byzance, les relations sexuelles étaient confinées au sein des limites institutionnelles définies par la loi et le mariage. Ainsi, l'idéal monogame dont l'Église a fait la promotion a été adopté, dans une certaine mesure, par les lois et l'État. Il était coutume d'assumer que si une femme se soumettait à des relations physiques avec un homme, cela voulait dire qu'elle consentait, ipso facto, au mariage. Son consentement formel était, bien entendu, essentiel, mais son consentement à des relations sexuelles créait une présomption du consentement au mariage.
Les mariages forcés ou les mariages dont le consentement avait été donné sous la contrainte était invalides. Le consentement des deux époux était demandé. Bien entendu, la question de la valeur du consentement n'est pas la même qu'aujourd'hui et il est fort probablement que celui-ci fut obtenu sous la pression du désir des parents de marier leurs enfants.

## Les mariages impériaux
Les mariages impériaux étaient souvent des célébrations publiques où des jeux étaient arrangés. Des courses de chariots et des performances à l'hippodrome, évènements où la population était invitée, marquaient les mariages impériaux. Le théologien du IVe siècle saint Jean Chrysostome critiquait les grandes dépenses et la débauche associées avec les cérémonies des mariages du début de l'empire byzantin.
Durant les VIIIe et IXe siècles, des « démonstrations de mariées » eurent lieu. Ces évènements avaient pour but d'aider les hommes impériaux à choisir une partenaire. Celui-ci pouvait choisir parmi toutes les participantes celle qui lui plaisait le plus.
Les époux étaient habillés de façon luxueuse pour le mariage. Les femmes arboraient des bijoux élaborés et de magnifiques vêtements. Les femmes portaient généralement une robe blanche avec des ornements sur les épaules ainsi qu'une couronne avec des ornements qui pendaient de chaque côté de sa tête.

## La cérémonie
La cérémonie du mariage se divisait en deux parties : le rite ecclésiastique et le festin célébratoire qui s'ensuivait. Après les ablutions rituelles, la mariée, voilée et habillée, quittait la maison de ses parents en direction de l'église. Par la suite, les mariés exprimaient leurs consentements au mariage et recevaient la bénédiction ecclésiastique. Ils s'échangeaient ensuite les couronnes du mariage ainsi que les bagues de mariage. À partir de l'église jusqu'à la cérémonie à la maison du marié, une procession accompagnée de musique spécialement conçue pour les mariages, nommée epithalamia. La mariée était accompagnée d'une suite spéciale de nymphagogoi, c'est-à-dire les « meneurs de la mariée ». La procession prenait place à la tombée de la nuit et était illuminée par des porteurs de torche. À la maison de l'époux, la mariée enlevait son voile pour que ses beaux-parents puissent la voir, théoriquement, pour la première fois. Ensuite, le couple se retirait dans la chambre nuptiale où la mariée se faisait offrir la ceinture de mariage. Au même moment, les invités étaient accueillis à un banquet et était divertis par plusieurs spectacles de danse ou de mimes.
Les gens plus pauvres de Constantinople célébraient leur mariage dans une salle publique, située en face de la maison du sénat.